# Liste der Bodendenkmäler in Dittenheim
Auf dieser Seite sind die Bodendenkmäler in der mittelfränkischen Gemeinde Dittenheim zusammengestellt. Diese Tabelle ist eine Teilliste der Liste der Bodendenkmäler in Bayern. Grundlage ist die Bayerische Denkmalliste, die auf Basis des Bayerischen Denkmalschutzgesetzes vom 1. Oktober 1973 erstmals erstellt wurde und seither durch das Bayerische Landesamt für Denkmalpflege geführt wird. Die folgenden Angaben ersetzen nicht die rechtsverbindliche Auskunft der Denkmalschutzbehörde.

## Bodendenkmäler in Dittenheim
| Lage                    | Objekt | Akten-Nr.     | Bild            |
| ----------------------- | --- | ------------- | --------------- |
| Dittenheim (Standort)   | Begräbnisplatz mit Grabhügeln mit Bestattungen der Hallstattzeit und der römischen Kaiserzeit.                                                                                              | D-5-6930-0055 |                 |
| Dittenheim (Standort)   | Befestigte Höhensiedlung des Neolithikums, der Bronze-, Urnenfelder- und Hallstattzeit, der römischen Kaiserzeit und des Frühmittelalters.                                                  | D-5-6930-0056 |                 |
| Dittenheim (Standort)   | Grabhügel vorgeschichtlicher Zeitstellung. | D-5-6930-0057 |                 |
| Dittenheim (Standort)   | Siedlung der Linear-, Stichbandkeramik und der Rössener Kultur sowie des frühen Jungneolithikums.                                                                                           | D-5-6930-0058 |                 |
| Dittenheim (Standort)   | Frühmittelalterliches Reihengräberfeld. | D-5-6930-0059 |                 |
| Dittenheim (Standort)   | Viereckiges Grabenwerk vor- und frühgeschichtlicher Zeitstellung. | D-5-6930-0060 |                 |
| Dittenheim (Standort)   | Wall-Graben-Anlage des Mittelalters. | D-5-6930-0061 |                 |
| Dittenheim (Standort)   | Siedlung der römischen Kaiserzeit. | D-5-6930-0065 |                 |
| Dittenheim (Standort)   | Römische villa rustica. | D-5-6930-0067 |                 |
| Dittenheim (Standort)   | Römische villa rustica und Einzelfund eines neolithischen Steinbeils. | D-5-6930-0068 |                 |
| Dittenheim (Standort)   | Neolithische Siedlung. | D-5-6930-0070 |                 |
| Dittenheim (Standort)   | Straße der römischen Kaiserzeit. | D-5-6930-0071 |                 |
| Dittenheim (Standort)   | Siedlungs des Mittelneolithikums. | D-5-6930-0074 |                 |
| Dittenheim (Standort)   | Siedlung des Mittelneolithikums. | D-5-6930-0075 |                 |
| Dittenheim (Standort)   | Siedlung vor- und frühgeschichtlicher Zeitstellung im Luftbild und Einzelfund eines neolithischen Steinbeils.                                                                               | D-5-6930-0077 |                 |
| Dittenheim (Standort)   | Siedlung des Mittelneolithikums. | D-5-6930-0080 |                 |
| Dittenheim (Standort)   | Siedlung des Mittelneolithikums. | D-5-6930-0081 |                 |
| Dittenheim (Standort)   | Siedlung vor- und frühgeschichtlicher Zeitstellung. | D-5-6930-0082 |                 |
| Dittenheim (Standort)   | Siedlung vor- und frühgeschichtlicher Zeitstellung. | D-5-6930-0085 |                 |
| Dittenheim (Standort)   | Siedlung des Neolithikums. | D-5-6930-0086 |                 |
| Dittenheim (Standort)   | Vorgeschichtlicher Grabhügel. | D-5-6930-0087 |                 |
| Dittenheim (Standort)   | Zwei verebnete Grabhügel vorgeschichtlicher Zeitstellung. | D-5-6930-0089 |                 |
| Dittenheim (Standort)   | Begräbnisplatz vorgeschichtlicher Zeitstellung mit Bestattungen in Grabhügeln, außerdem Straßenabschnitt, Furt, Brücke sowie Siedlung der römischen Kaiserzeit und des frühen Mittelalters. | D-5-6930-0090 |                 |
| Dittenheim (Standort)   | Siedlung des Neolithikums sowie der Urnenfelder- und Völkerwanderungszeit. | D-5-6930-0173 |                 |
| Dittenheim (Standort)   | Grabhügel vorgeschichtlicher Zeitstellung. | D-5-6930-0175 |                 |
| Dittenheim (Standort)   | Siedlung vor- und frühgeschichtlicher Zeitstellung. | D-5-6930-0192 |                 |
| Dittenheim (Standort)   | Untertägige Bestandteile der mittelalterlichen und neuzeitlichen evang.-luth. Pfarrkirche St. Peter und Paul                                                                                | D-5-6930-0199 | weitere Bilder  |
| Dittenheim (Standort)   | Untertägige Bestandteile der evang.-luth. Pfarrkirche St. Emmeram des 18. Jh. und mittelalterlicher Vorgängerbau.                                                                           | D-5-6930-0201 | weitere Bilder  |
| Dittenheim (Standort)   | Siedlung vor- und frühgeschichtlicher Zeitstellung. | D-5-6930-0204 |                 |
| Dittenheim (Standort)   | Mittelalterliche evang.-luth. Filialkirche St. Michael. | D-5-6930-0205 | weitere Bilder  |
| Dittenheim (Standort)   | Mittelalterlicher Vorgängerbau der evang.-luth. Pfarrkirche St. Gangolf. | D-5-6930-0207 | (D-5-6930-0207) |
| Dittenheim (Standort)   | Siedlung der Linear- und Stichbandkeramik. | D-5-6930-0209 |                 |
| Dittenheim (Standort)   | Siedlung vorgeschichtlicher Zeitstellung. | D-5-6930-0210 |                 |
| Theilenhofen (Standort) | Station des Mesolithikums, Siedlung des Neolithikums, der Bronze- und der Latènezeit. | D-5-6930-0286 |                 |